# Виктор Хенсен
Кристијан Андреас Виктор Хенсен (Шлезвиг, 10. фебруар 1835 — Кил, 5. април 1924) био је немачки зоолог (планктолог), океанограф, проналазач, биолог, еколог. Осмислио је термин планктон и поставио темеље биолошкој океанографији.

## Биографија
Хенсен је био син Ханса Хенсена, директора школе глувих и немих у Шлезвигу, и његове друге супруге, Хенријете Каролине Амалије Суадицани, ћерке дворског лекара Карла Фердинанда Суадицанија. Из два брака свог оца Хенсен је имао осам сестара и шесторо браће.
Од 1845. до 1850. Хенсен је похађао школу при катедрали у Шлезвигу, затим гимназију у Гликштату (Холштајн), где је 1854. године положио завршни испит. Затим је студирао медицину пет семестра у Вирцбургу (код Шерера, Коликера, Вирчова) од 1854. до 1856. године. У Шереровој лабораторији Хенсен је верификовао податке Клода Бернара о садржају гликогена у јетри. Пронашао је методу за екстракцију чистог гликогена из животињског ткива. Студирао је и два семестра у Берлину, а затим 1857-1858. у Килу, где је положио завршни испит. Његова теза на шеснаест страница, написана док је радио као доктор у неуро-психијатријској болници у Шлезвигу, бави се могућом дијагностичком везом између епилепсије и уринарне секреције (1859). Убрзо након тога, Хенсен је постао просектор на Институту за анатомију у Килу. 1859. године квалификовао се као предавач анатомије и хистологије. 1864. године именован је за наследника Петера Лудвига Панума као ванредни професор физиологије и директор физиолошке лабораторије у Килу. 1868. постао је редовни професор физиологије. Хенсен се 1870. оженио Андреом Катарином Фредериком Сестерн-Паули. Имали су два сина и две ћерке. Хенсен се повукао са седамдесет шест година. Најистакнутији од његових студената физиологије били су Паул Хобер, Ханс Винтерштајн и Ханс Пипер.

## Физиологија
Хенсен је углавном радио у области физиологије и области биологије мора. У физиологији је преферирао хистофизиолошку методу и помоћу ње постављао суштинска питања у вези са основама слуха и вида. 1863. истраживао је орган слуха декапода (десетоножаца) и морфологију људског унутрашњег ува, описујући оно што се данас назива Хенсеновим потпорним ћелијама и Хенсеновим каналом. Он је идентификовао влакна базалне мембране у унутрашњем каналу ува као резонантне корпускуле способне да вибрирају. Такође је доказао да се та влакна, уместо да се смањују, повећавају у дужини од базе до врха канала унтрашњег ува. Хенсен је истражио орган слуха у предњим ногама скакаваца, а такође и у рибама (1904). Поред тога, проучавао је и структуру ока главоножаца (1865) и дисперзију конуса у центру људске мрежњаче. Описао је „Хенсенову зону“ у Q делу скелетних мишићних влакана. У пољу ембриологије, између осталог, уочио је формирање торуса на почетку примитивне бразде, или Хенсенов чвор(1876). Написао је радове о физиологији слуха (1880, 1902) и о простирању звука(1881).

## Морска биологија
Хенсеново друго велико подручје у којем је радио као аматер од 1863. године била је морска биологија, односно истраживање фауне океана, и микроскопски планктон - појам који је сковао - и рибе. Спознаја да се животиње из океана хране танком чорбом од ситних алги - фитопланктона - није настала постепено, већ је била инспирација једног човека, Виктора Хенсена, који је 1887. објавио своје револуционарне мисли. Научници су веровали да је снабдевање храном за све океанске животиње обезбеђено рекама и обалном вегетацијом. Хенсеново је мишљење било револуционарно у оба смисла речи: мислио је на планктонску популацију као везу у ланцу исхране који води од врло малог до великог и применио је овај концептуални оквир, који је назвао „метаболизмом мора“. Његова прва публикација о овој теми била је монографија на 105 страница намењена презентацији метода и прелиминарних резултата. У њему је скован израз планктон - изведен из Хомерове Одисеје и подразумева бесциљно лебдење. Развио је квантитативне методе за одређивање количине комерцијално корисне рибе дуж обала, постављајући тако основу за израчунавање профитабилности риболова. Око 1887. године започео је опсежна испитивања планктона, посебно квантитативна истраживања, користећи мрежу коју је измислио. Израчунао је количину планктона на различитим дубинама и у различитим океанима. У ту сврху Хенсен је организовао и водио велике планктонске експедиције. 1867. постао је члан представничког дома Пруске како би се упустио у проучавање океана. На његову иницијативу основана је Краљевска пруска комисија за истраживање океана. Био је члан, а касније и председник Пруске комисије за истраживање немачких вода у Килу. Може се сматрати зачетником квантитативних морских истраживања. Био је водитељ пет морских биолошких експедиција на Балтичко и Северно море, као и Атлантски океан.
Биктор Хенсен је дефинисао да се планктон састоји од свих честица и материјала који се налазе у зони воде, без обзира да ли се јављају у горњим или дубљим слојевима воденог стуба или да ли су живе или мртве. Његове океанографске студије утврдиле су дисциплину „Биолошка океанографија“. Хенсен је такође утврдио да ови екосистеми имају ограничену способност за одржавање живота. У земаљским системима производња траве и жита повезана је са бројем људи и животиња које се могу одржати по јединици површине. Исто тако, Хенсен је тврдио да сличне процене концентрације хранљивих материја и расположиве биомасе планктона могу предвидети количину риба коју нека запремина океана може да подржи.
Прво је истраживао локалне приносе риба уз обале Немачке. Затим је прегледао историјске податке о приносима различитих приморских подручја. И на крају, покушао је да утврди на основу броја плутајућих рибљих јаја густоћу популације риба по неком подручју. Овај последњи корак у потпуности га је уверио да ће бити могуће и да је чак неопходно истражити примарну (и секундарну) производњу, која је основна храна за животиње океана. Развио је квантитативне методе за одређивање количине комерцијално доступне рибе и на основу тога је израчуната профитабилност риболова. Хенсенова употреба термина циклус хранљивих материја и многи други његови списи звуче изванредно слично савременим расправама о глобалним проблемима заштите животне средине.

## Проучавањекишних глиста
Виктор Хенсен је проучавао биологију глиста у башти свог института у Килу, па је у пракси био и зоолог. Открио је да се глисте спуштају у земљу до дубине од преко једног метра и да тунели које остављају користе као водеће стазе корену биљке. Хенсенове контраверзне публикације о користи земљишних глиста донеле су му велику репутацију у пољопривредним круговима. Хенсена је чак цитирао Чарлс Дарвин у својој последњој књизи "Формирање плесни поврћа дејством глиста".
Виктор Хенсен је био развојни и репродуктивни биолог, биолошки оцеанограф, еколог, проналазач и политичар и дао је значајан допринос у свакој области.

## Истраживачки брод "Виктор Хенсен"
ВИКТОР ХЕНСЕН је истраживачки брод назван у његову част. Плови под заставом Малте. Изграђен је 1975. године, величине 40x10м.

## Подводни брежуљак "Виктор Хенсен"
Подводни брежуљак "Виктор Хенсен" (Victor Hensen Hills), дефинисан је као подводна структура, и налази се у Средоземном мору, између Малте и Грчке, на координатама: 35°47'00.0"N 18°29'00.0"E.

## Радови
- Zur Morphologie der Schnecke des Menschen und der Säugethiere (1863)